# Neoanagraphis chamberlini
Espèce
Neoanagraphis chamberlini est une espèce d'araignées aranéomorphes de la famille des Liocranidae.

## Distribution
Cette espèce se rencontre aux États-Unis au Texas, au Nouveau-Mexique, en Arizona, au Nevada et en Californie et au Mexique au Sonora,,.

## Description
Le mâle décrit par Vetter en 2001 mesure 6,9 mm et la femelle 7,7 mm, les mâles mesurent de 3,8 à 9,1 mm et les femelles de 5,5 à 9,7 mm.

## Publication originale
- Gertsch & Mulaik, 1936 : Diagnoses of new southern Spiders. American Museum novitates, no 851, p. 1-21 (texte intégral).